# 陳倩如
陳倩如，擅演媚態嬌妖的肉感壞女人之香港粵語片一線女艷星。陳倩如出身於「聯華演員養成所」，銀幕處女作為《廣州三日屠城記》（1937年3月）；曾一度息影到舞廳當舞女，然後又再度演出電影《傀儡美人》（1938年6月）、《上海火線後》（1938年6月）、《歌女白牡丹》（1939年2月）、《風騷博士》（1939年2月）、《女大思嫁》（1939年4月）；息影作為《女俠俞金鳳》（1956年9月），演出50多齣香港粵語片

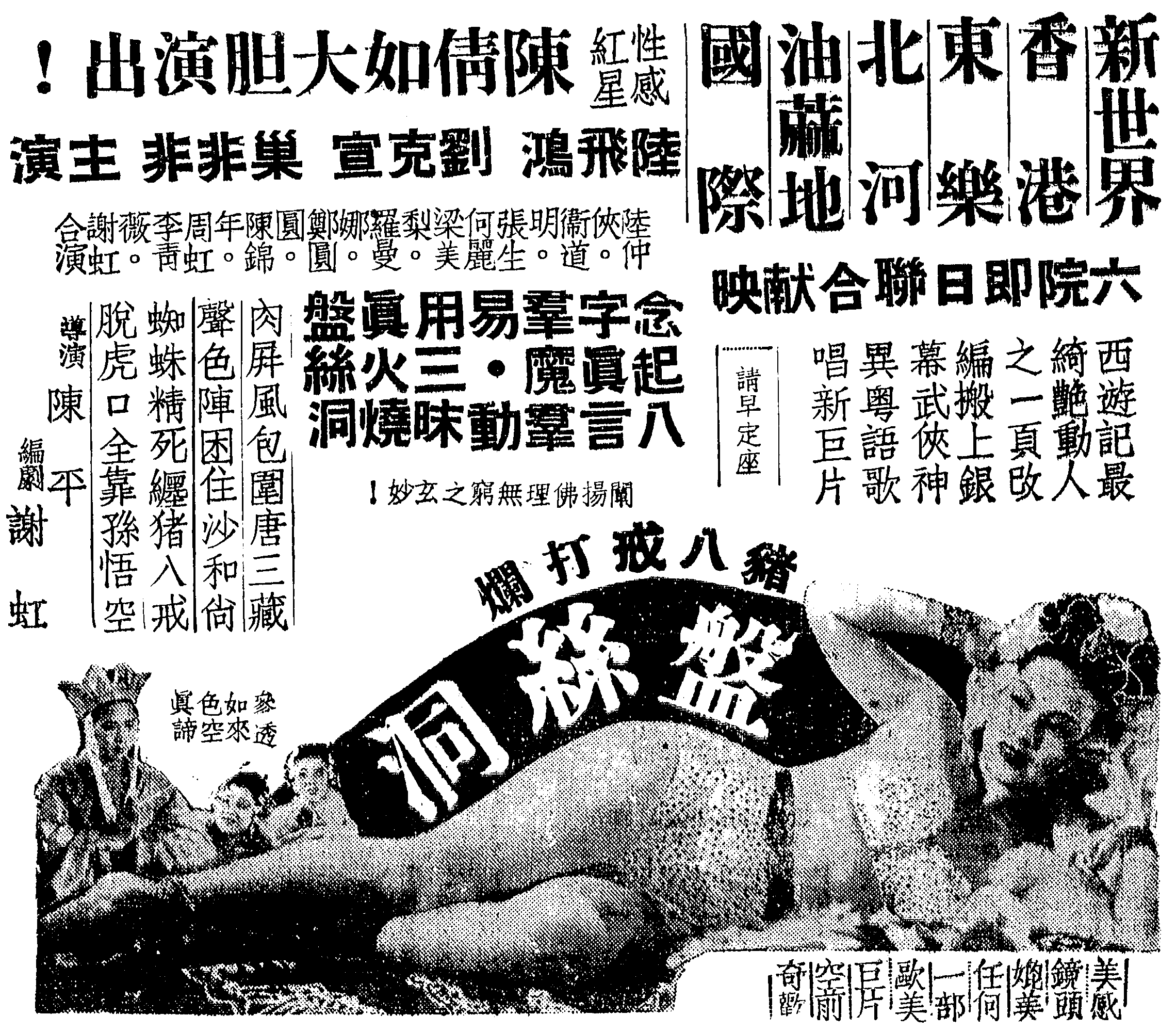
1949年香港電影《豬八戒打爛盤絲洞》飾演蜘蛛精的陳倩如之大膽暴露演出

## 騙案
陳倩如居住在九龍九龍深水埗黃竹街，在1940年11月8日，到九龍彌敦道506號二樓與訛稱電影制片商議拍攝電影，被誘騙賭局，輸去港幣1,000元，事後香港警察拘捕並落案起訴兩位騙徒 ；1940年12月12日第二次在九龍巡理府審訊，法官認為陳倩如「天仙局」騙案，陳倩如與人合夥開狀元攤疚由自取，判次被告袁裕祥無罪釋放；1940年12月16日下午2時30分 第三次在九龍巡理府審訊，陳倩如由男朋友胡麗天陪同出席，可惜由於證據不足，法官最終判居於九龍上海街的首被告郭玉冰(26歲)無罪釋放。

## 外部連結
- 香港電影資料館有關陳倩如演出電影的記錄[永久]
- 陳倩如在互联网电影资料库（IMDb）上的資料（英文）（英文）
- 陳倩如在香港影庫上的簡介
- 陳倩如在时光网上的簡介（简体中文）